# 헤낭 가르시아
헤낭 페르난지스 가르시아(포르투갈어: Renan Fernandes Garcia, 1986년 5월 19일, 브라질 바타티스 ~ )는 브라질의 축구선수로 에미리트 클럽에서 뛰고 있다.